# Mittlere Horde

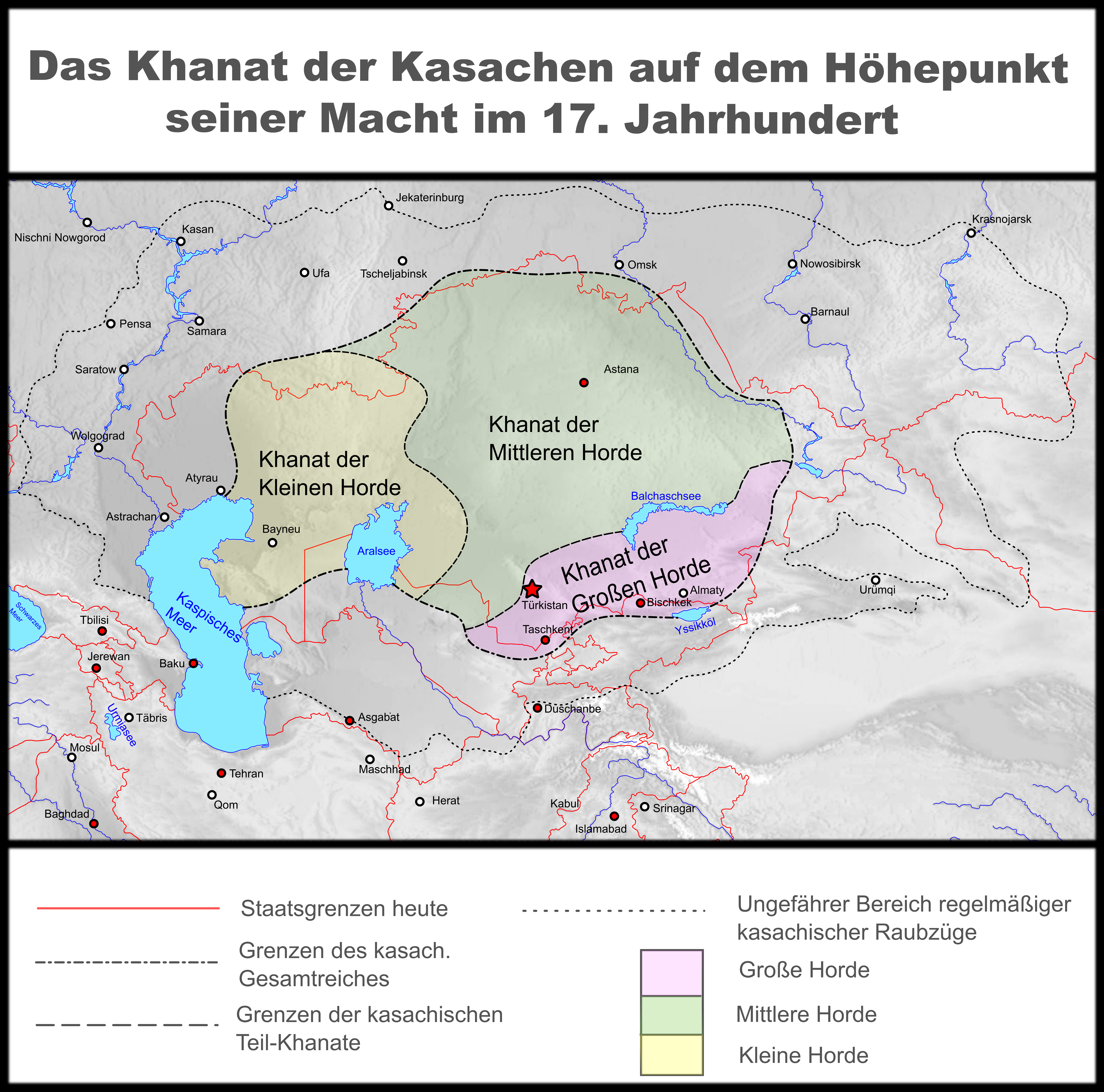
Das kasachische Khanat mit dem Gebiet
der Kleinen Horde
der Mittleren Horde
der Großen Horde

Mittlere Horde (kasach. Орта жүз/Orta jüz „mittlerer Schüs“)  war die Bezeichnung einer kasachischen Stammesföderation des 16. Jahrhunderts. 
Vom Zarentum Russland ausgehend nannten auch die übrigen Europäer die Mittlere Horde im 18. und 19. Jahrhundert fälschlich Mittlere Kirgisen-Horde. Das kam zustande, da das damalige Russland die Kasachen von den slawischen Kosaken (russ. Казак/kazak) unterscheiden wollte. So bezeichneten sie die Kasachen als anfänglich als „Kasak-Kirgisen“. Von 1917 bis 1920 gehörte das Gebiet der Mittleren Horde zum kasachischen Alasch-Orda-Staat.

## Umfang und Stammesstruktur
Wie alle zentralasiatischen Nomadenreiche war das Gebiet der Mittleren Horde durch keine festen und klar definierten Grenzen festgelegt. Die Mittlere Horde umfasste den Norden, den Nordosten und das Zentrum des heutigen Kasachstan. Die Angehörigen wurden aus nomadisierenden Stämmen gebildet. So gehörten unter anderem folgende Clans zur Mittleren Horde: Argyn, Kirei, Naiman, Qongrat, Qipcaq und Yak. Die Clannamen verweisen teils auf ältere türkische und mongolische Stämme, deren Überreste hier integriert wurden. Eine lose Oberherrschaft wurde auf die kasachischsprachigen Gebiete ausgeübt, die sich heute in Russland (Region Altai und Republik Altai) befinden.

## Geschichte
1509 begründete der Dschingiskhanide Qasym Khan das eigenständige Kasachen-Khanat. Dieses zerfiel nach 1518 in drei Apanagen (Teilherrschaften), aus denen neben der Jüngeren und der Älteren Horde auch die Mittlere Horde hervorging. Ihre Fürsten fungierten zumeist auch als Herrscher der benachbarten Älteren Horde. Aber auch Fürsten der Älteren Horde erscheinen vielfach als Fürsten der Mittleren Horde, sodass eine klare Abgrenzung zwischen beiden Khanate untereinander schwer ist.
Im 18. Jahrhundert gab es die ersten Auseinandersetzungen mit slawischen Neusiedlern und mit den östlich benachbarten westmongolischen Dschungaren. Im Kampf gegen die Letzteren wurde mit Abu'l-Hayr (reg. 1717/28–1748) ein Khan der Kleinen Horde zum Fürsten der Mittleren Horde gewählt. Angesichts verheerender Angriffe der Dschungaren, deren Fürsten sich ebenfalls von Dschingis Khan ableiteten, unterstellte sich die Mittlere Horde 1740 freiwillig dem russischen Schutz. So galten die Fürsten der Kleinen Horde als Vasallen des russischen Zaren. 
Zwischen 1795 und 1806 ersuchte eine Reihe von Clanführern vom Zaren die Erlaubnis, den von ihnen ungeliebten Khan Vali (reg. 1781–1818/9) abzusetzen zu dürfen. Um ein Gegengewicht zu Vali zu schaffen, wurde 1812 vom Zaren mit Bökey Khan ein Mitregent in der Mittleren Horde eingesetzt. 
1822 wurde die Mittlere Horde aufgelöst und einer direkten Direktverwaltung Russlands unterstellt. Es wurde schnell begonnen, große Teile der Kasachen sesshaft zu machen und das damit nicht mehr benötigte Weidegebiet an Neusiedler zu vergeben. Als Reaktion darauf begann zwischen 1825 und 1834 unter den Enkeln Abylai Khans, Sarschan Kasymow und Ubaidullah Walichanow, ein Aufstand im Gebiet der einstigen Mittleren Horde (1825–34). Etwas später übernahm mit Kenisari (reg. 1837–46/47), einem weiteren Enkel Abylais, die Rolle eines Revolutionsführers.

## Namhafte Fürsten der Mittleren Horde im 18. und 19. Jahrhundert
- Tawke Khan 1680–1715/8
- Bolat Khan 1698/1718–1729/31 (Sohn Tawkes)
- Semeke Shah Muhammed 1719–1731 (? möglicherweise ein Synonym für Bolat Khan[3])
- Abu'l-Hayr (reg. 1717/28–1748, eigentlich Kleine Horde)
- Abu'l Muhammed 1729/31–71 (Sohn Bulats, zog sich um 1750 politisch zurück)
- Baraq und Kuchuk 1731–1750 (ungesicherte Herkunft, entfernte Verwandtschaft)
- Abylai 1731/71–81 (ungesicherte Herkunft, entfernte Verwandtschaft)
  - Bolat ab 1748 (Sohn Abu'l Muhammeds, Kirei Sultan)

- Abulfaiz (Sohn Abu'l Muhammeds, floh 1775 zu den Russen)
- Dair (Sohn Baraqs, protestierte 1771 bei den Russen)

- Abdullah 1781 (Sohn Abylais)
- Vali Khan 1781–1819 (Sohn Abylais)

- mehrere Rivalen, besonders in den letzten Lebensjahren
- Yeraly ca. 1791–94 (Sohn Abu'l-Hayrs, Kirei Sultan)
- Buqai, 1812 vom Zaren als Mitregent Vali Khans ernannt (Enkel Abu'l-Hayrs)